# 維也納鎮區 (密歇根州傑納西縣)
維也納鎮區（英語：Vienna Township）是位於美國密歇根州傑納西縣的一個特設鎮區。

## 地方資料
維也納鎮區的面積為90.80平方千米，當中陸地面積為90.70平方千米，而水域面積為0.10平方千米。根據2020年美國人口普查的數據，當地共有人口13301人，而人口密度為每平方千米146.49人。